# بوجاق
بوجاک (به ترکی استانبولی: Bucak) شهری است در کشور ترکیه که در استان بوردور واقع شده‌است. جمعیت این شهر بر اساس سرشماری سال ۲۰۰۸ میلادی ۳۵٬۸۴۳ نفر و بر اساس برآوردهای سال ۲۰۰۹ میلادی ۳۶٬۰۶۵ نفر می‌باشد.